# Danh sách cầu thủ tham dự Cúp bóng đá châu Phi 1978
Dưới đây là danh sách các đội hình thi đấu tại Cúp bóng đá châu Phi 1978.

## Bảng A

### Ghana
Huấn luyện viên: Fred Osam-Duodu
| Số | Vt | Cầu thủ               | Ngày sinh (tuổi) | Số trận | Câu lạc bộ     |
| -- | -- | --------------------- | ---------------- | ------- | -------------- |
| 1  | TM | Joseph Carr           |                  |         | Hasaacas       |
| 2  | HV | P.S.K. Paha           |                  |         | Eleven Wise    |
| 3  | HV | Ofei Ansah            |                  |         | Hearts of Oak  |
| 4  | TV | Awuley Quaye (c)      |                  |         | Great Olympics |
| 5  | HV | James Kuuku Dadzie    |                  |         | Hasaacas       |
| 6  | TĐ | Adolf Armah           |                  |         | Hearts of Oak  |
| 7  | TV | John Nketia Yawson    |                  |         | Eleven Wise    |
| 8  | TĐ | George Alhassan       |                  |         | Great Olympics |
| 9  | TĐ | Opoku Afriyie         |                  |         | Asante Kotoko  |
| 10 | TV | Karim Abdul Razak     |                  |         | Asante Kotoko  |
| 11 | TV | Mohammed "Polo" Ahmed |                  |         | Hearts of Oak  |
| 12 | TM | Fuseini Salifu        |                  |         | Asante Kotoko  |
| 13 | HV | Haruna Yusif          |                  |         | Corners        |
| 14 | HV | Isaac Acquaye         |                  |         | Dumas          |
| 15 | TĐ | Dan Kayede            |                  |         | Great Olympics |
| 16 | TM | Abdulai Chesco        |                  |         | SS 1974        |
| 17 | TĐ | Emmanuel Quarshie     |                  |         | Hasaacas       |
| 18 | TV | Addae Kyenkyehene     |                  |         | Asante Kotoko  |
| 19 | TĐ | Anas Seidu            |                  |         | Hearts of Oak  |
| 20 | TĐ | Willie Klutse         |                  |         | Dumas          |
| 21 | TĐ | Kuntu Blankson        |                  |         | SS 1974        |
| 22 | HV | Justice Moore         |                  |         | Eleven Wise    |

### Nigeria
Huấn luyện viên:  Tihomir Jelisavčić
| Số | Vt | Cầu thủ            | Ngày sinh (tuổi) | Số trận | Câu lạc bộ                     |
| -- | -- | ------------------ | ---------------- | ------- | ------------------------------ |
| 5  | HV | Christian Chukwu   |                  |         | Enugu Rangers                  |
| 11 | TĐ | Adokiye Amiesimaka |                  |         | ACB Lagos và UNILAG            |
| 7  | TĐ | Segun Odegbami     |                  |         | Shooting Stars of Ibadan       |
| 9  | TĐ | Martins Eyo        |                  |         | Julius Berger of Lagos         |
| 1  | TM | Emmanuel Okala     |                  |         | Enugu Rangers                  |
|    | HV | Annas Ahmed        |                  |         | Raccah Rovers of Kano          |
|    | HV | Patrick Ekeji      |                  |         | P&T Vasco Da Gama of Enugu     |
| 4  | TV | Muda Lawal         |                  |         | Shooting Stars of Ibadan       |
| 6  | HV | Godwin Odiye       |                  |         | Nigeria National Bank of Lagos |
| 10 | TĐ | Godwin Iwelumo     |                  |         | ACB Lagos                      |
|    | TV | Felix Owolabi      |                  |         | Raccah Rovers of Kano          |
| 8  | TV | Aloysius Atuegbu   |                  |         | Enugu Rangers                  |
|    | TĐ | Baba Otu Mohammed  |                  |         | Raccah Rovers of Kano          |
|    | HV | Nnamdi Anyafo      |                  |         | Enugu Rangers                  |
|    | TV | Segun Adeleke      |                  |         | NEPA Lagos                     |
|    | HV | Kadiri Ikhana      |                  |         | Bendel Insurance Bénin         |
|    |    | Ignatius Ilechukwu |                  |         | Enugu Rangers                  |
|    | TĐ | Godwin Efejukwu    |                  |         | Lagos Police Machine           |
|    | TĐ | Christopher Ogu    |                  |         | Bendel Insurance of Bénin      |
|    | TV | Jide Dina          |                  |         | Mighty Jets of Jos             |
|    | HV | Tunde Bamidele     |                  |         | Taraba United of Yola          |
|    | TM | Rufus Ejele        |                  |         | Bendel Insurance of Bénin      |
|    | TĐ | Eugene Ohuabuwa    |                  |         | Spartans of Owerri             |

### Upper Volta
Huấn luyện viên:  Otto Pfister

| Số | VT | Cầu thủ            | Ngày sinh (tuổi) | Trận | Bàn | Câu lạc bộ           |
| -- | -- | ------------------ | ---------------- | ---- | --- | -------------------- |
|    | TM | Sidiki Diarra      |                  |      |     |                      |
|    | HV | Modeste Dah        |                  |      |     | Rail Club du Kadiogo |
|    |    | Dominique Sanou    |                  |      |     |                      |
|    | HV | Célestin Nikiema   |                  |      |     | Rail Club du Kadiogo |
|    |    | Laurent Banady     |                  |      |     |                      |
|    |    | Alphonse Bado      |                  |      |     |                      |
|    |    | Téwindé Compaoré   |                  |      |     |                      |
|    | TV | Hubert Hien        |                  |      |     | Rail Club du Kadiogo |
|    |    | Mamdou Koita       |                  |      |     |                      |
|    |    | Antoine Ouédraogo  |                  |      |     |                      |
|    |    | Tasséré Ouédraogo  |                  |      |     |                      |
|    |    | Ibrahim Cissé      |                  |      |     |                      |
|    |    | Abdoulaye Compaoré |                  |      |     |                      |
|    |    | Corneille Nignan   |                  |      |     |                      |

### Zambia
Huấn luyện viên:  Brian Tiler

| Số | VT | Cầu thủ            | Ngày sinh (tuổi)            | Trận | Bàn | Câu lạc bộ         |
| -- | -- | ------------------ | --------------------------- | ---- | --- | ------------------ |
|    | TM | Vincent Chileshe   |                             |      |     |                    |
|    | HV | Kaiser Kalambo     | 6 tháng 6, 1953 (24 tuổi)   |      |     |                    |
|    | HV | Robert Lutoba      |                             |      |     |                    |
|    | HV | Ackim Musenge (c)  | 1949                        |      |     | Mufulira Wanderers |
|    | HV | Bernard Mutale     |                             |      |     |                    |
|    | HV | Bizwell Phiri      |                             |      |     |                    |
|    | HV | Fabiano Mwaba      |                             |      |     |                    |
|    | TV | Alex Chola         | 6 tháng 6, 1956 (21 tuổi)   |      |     |                    |
|    | TV | Evans Katebe       |                             |      |     |                    |
|    | TV | Patrick Phiri      | 3 tháng 5, 1956 (21 tuổi)   |      |     | Nkana F.C.         |
|    | TV | Willie Phiri       | 3 tháng 6, 1953 (24 tuổi)   |      |     | Nchanga Rangers    |
|    | TV | Moses Simwala      |                             |      |     |                    |
|    | TV | Jani Simulambo     |                             |      |     |                    |
|    | TĐ | Godfrey Chitalu    | 22 tháng 10, 1947 (30 tuổi) |      |     | Kabwe Warriors     |
|    | TĐ | Obby Kapita        |                             |      |     |                    |
|    | TĐ | Brighton Sinyangwe |                             |      |     |                    |

## Bảng B

### Congo
Huấn luyện viên: Maurice Ondzola

| Số | VT | Cầu thủ                | Ngày sinh (tuổi)           | Trận | Bàn | Câu lạc bộ       |
| -- | -- | ---------------------- | -------------------------- | ---- | --- | ---------------- |
|    | TM | Jean-Jacques Maboundou |                            |      |     |                  |
|    | TM | Maxime Matsima         |                            |      |     |                  |
|    | TM | Fidèle Nkoumbou        |                            |      |     |                  |
|    | HV | Martial Lassy          |                            |      |     |                  |
|    |    | Gaston N'Ganga-Muivi   |                            |      |     |                  |
|    |    | Pierre Dimonekene      |                            |      |     |                  |
|    |    | Joseph Mounoundzi      |                            |      |     |                  |
|    | TV | Christian Mbama        | 3 tháng 10, 1954 (23 tuổi) |      |     |                  |
|    | TV | Jonas Bahamboula       | 2 tháng 2, 1949 (29 tuổi)  |      |     | Diables Noirs    |
|    | TV | Jean-Jacques N'Domba   | 12 tháng 1, 1960 (18 tuổi) |      |     | Étoile du Congo  |
|    | TĐ | Paul Moukila           | 6 tháng 6, 1950 (27 tuổi)  |      |     | CARA Brazzaville |
|    | TĐ | François M'Pelé        | 13 tháng 7, 1947 (30 tuổi) |      |     | Paris SG         |
|    | TĐ | Sébastien Lakou        |                            |      |     |                  |
|    |    | Jacques Mamounoubala   |                            |      |     |                  |
|    |    | Henri Endzanga         |                            |      |     |                  |
|    |    | Jean-Luc Tsélantsiéné  |                            |      |     |                  |
|    |    | Bouanga Poaty          |                            |      |     |                  |
|    |    | Daniel Ebomoua         |                            |      |     |                  |

### Maroc
Huấn luyện viên:  Gheorghe Mărdărescu

| Số | VT | Cầu thủ                  | Ngày sinh (tuổi)            | Trận | Bàn | Câu lạc bộ              |
| -- | -- | ------------------------ | --------------------------- | ---- | --- | ----------------------- |
|    | TM | Mohammed Hazzaz          | 30 tháng 11, 1944 (33 tuổi) |      |     | MAS Fez                 |
|    | HV | Jawad El Andaloussi      |                             |      |     | Wydad Casablanca        |
|    | HV | Abdallah Semmat          |                             |      |     | US Sidi Kacem           |
|    | HV | Larbi Aherdane           | 6 tháng 6, 1954 (23 tuổi)   |      |     | Wydad Casablanca        |
|    | HV | Mustapha Yaghcha         | 7 tháng 11, 1952 (25 tuổi)  |      |     | CS Chênois              |
|    | TV | Abdelmajid Dolmy         | 19 tháng 4, 1953 (24 tuổi)  |      |     | Raja Casablanca         |
|    | TV | Chérif Fetoui            | 1 tháng 1, 1945 (33 tuổi)   |      |     | Difaâ Hassani El Jadidi |
|    | TV | Ahmed "Baba" Makrouh     | 17 tháng 9, 1953 (24 tuổi)  |      |     | Difaâ Hassani El Jadidi |
|    | TV | Abdallah Tazi            |                             |      |     | MAS Fez                 |
|    | TĐ | Hassan "Acila" Amcharrat |                             |      |     | SCC Mohammédia          |
|    | TĐ | Houcine Anafal           | 15 tháng 9, 1952 (25 tuổi)  |      |     | KAC Kenitra             |
|    | TĐ | Mohamed Boussati         |                             |      |     | Kenitra AC              |
|    | TĐ | Ahmed Faras              | 7 tháng 12, 1946 (31 tuổi)  |      |     | SCC Mohammédia          |
|    | TĐ | Abdelmajid Shaita        | 19 tháng 1, 1954 (24 tuổi)  |      |     | Wydad Casablanca        |

### Tunisia
Huấn luyện viên: Abdelmajid Chetali

| Số | VT | Cầu thủ                  | Ngày sinh (tuổi)            | Trận | Bàn | Câu lạc bộ                  |
| -- | -- | ------------------------ | --------------------------- | ---- | --- | --------------------------- |
|    | TM | Lamine Ben Aziza         | 10 tháng 11, 1951 (26 tuổi) |      |     | Étoile Sportive du Sahel    |
|    | TM | Sadok "Attouga" Sassi    | 15 tháng 11, 1945 (32 tuổi) |      |     | Club Africain               |
|    | HV | Kamel Chebli             | 9 tháng 3, 1954 (23 tuổi)   |      |     | Club Africain               |
|    | HV | Mokhtar Dhouieb          | 23 tháng 3, 1952 (25 tuổi)  |      |     | CS Sfaxien                  |
|    | HV | Ridha El Louze           | 27 tháng 4, 1953 (24 tuổi)  |      |     | Sfax Railways Sports        |
|    | HV | Ali Kaabi                | 15 tháng 11, 1953 (24 tuổi) |      |     | COT Tunis                   |
|    | HV | Mohsen "Jendoubi" Labidi | 15 tháng 1, 1954 (24 tuổi)  |      |     | Stade Tunisien              |
|    | HV | Habib Majeri             | 14 tháng 12, 1951 (26 tuổi) |      |     | Club Africain               |
|    | TV | Tarak Dhiab              | 15 tháng 7, 1954 (23 tuổi)  |      |     | Espérance Sportive de Tunis |
|    | TV | Néjib Ghommidh           | 12 tháng 3, 1953 (24 tuổi)  |      |     | Club Africain               |
|    | TV | Khemais Labidi           | 30 tháng 8, 1950 (27 tuổi)  |      |     | JS Kairouan                 |
|    | TĐ | Mohamed Akid             | 5 tháng 7, 1949 (28 tuổi)   |      |     | CS Sfaxien                  |
|    | TĐ | Abderraouf Ben Aziza     | 23 tháng 9, 1953 (24 tuổi)  |      |     | Étoile Sportive du Sahel    |
|    | TĐ | Ohman Chehaibi           | 23 tháng 12, 1954 (23 tuổi) |      |     | JS Kairouan                 |
|    | TĐ | Témime Lahzami           | 1 tháng 1, 1949 (29 tuổi)   |      |     | Espérance Sportive de Tunis |
|    | TĐ | Néjib Limam              | 12 tháng 6, 1953 (24 tuổi)  |      |     | Stade Tunisien              |
|    |    | Pierre Gonzales          |                             |      |     |                             |

### Uganda
Huấn luyện viên: Peter Okee

| Số | VT | Cầu thủ           | Ngày sinh (tuổi) | Trận | Bàn | Câu lạc bộ      |
| -- | -- | ----------------- | ---------------- | ---- | --- | --------------- |
|    | TM | Paul Ssali        | 1955             |      |     | Simba FC        |
|    | TM | Jamil Kasirye     |                  |      |     | KCC             |
|    | TM | Hussein Matovu    |                  |      |     | KCC             |
|    | HV | Mike Diku=        | {{{tuổi}}}       |      |     |                 |
|    | HV | Jimmy Kirunda (c) | 1950             |      |     | KCC             |
|    | HV | Meddie Lubega     |                  |      |     |                 |
|    | HV | Tom Lwanga        |                  |      |     | KCC             |
|    | HV | Rashid Mudin      |                  |      |     | KCC             |
|    | TV | Jimmy Muguwa      |                  |      |     |                 |
|    | HV | Ashe Mukasa       |                  |      |     | KCC             |
|    | HV | Sam Musenze       |                  |      |     | KCC             |
|    | HV | Eddie Ssemwanga   |                  |      |     |                 |
|    | TV | Timothy Ayiekoh   |                  |      |     | KCC             |
|    | TV | Mike Kiganda      |                  |      |     |                 |
|    | TV | Godfrey Kisitu    |                  |      |     | Simba FC        |
|    | TĐ | Barnabas Mwesiga  | 1947             |      |     | Nsambya Kampala |
|    | TV | Abdulla Nasur     |                  |      |     |                 |
|    | TV | Moses Nsereko     |                  |      |     | KCC             |
|    | TV | Edward Semwanga   |                  |      |     |                 |
|    | TĐ | Fred Isabirye     |                  |      |     |                 |
|    | TĐ | Phillip Omondi    | 1957             |      |     | KCC             |
|    | TĐ | Polly Ouma        |                  |      |     | Simba FC        |
|    | TĐ | Moses Sentamu     |                  |      |     | KCC             |